# Јеврејска болница „Др Сингер Бернард” у Суботици
Јеврејска болница „Др Сингер Бернард” у Суботици oснована је 1923. године у циљу лечења сиромашних суботичких Јевреја. Болница је име добила по Др Сингеру Бернарду, цењеном рабину из Суботице који је преминуо 1916. године.

## Почетак рада
Оснивање болнице се везује за име Лајче Полака, трговца и добротвора који је скупљао добровољне прилоге за фонд из кога би се основала болница. Првенствено се налазила у баштенском (кертварош) делу града, на углу Сингерове и Марије Војнић Тошинице. Капацитет прве старе јеврејске болнице био је 35-40 кревета.
Током 1935. Јеврејска вероисповедна општина је откупила зграду санаторијума, а од новембра 1936. ту се усељава јеврејска болница чиме постаје једна од најлуксузнијих у тадашњој Југославији. Болница је била дужна да плаћа кирију од које је општина потом банци плаћала ануитете. Само су болнички уређаји били власништво Удружења „Др Сингер Бернард”.

## Услови рада
Стални и секундарни лекари били су Јевреји, док је остало особље могло бити било које народности и вероисповести. Ово правило није важило за шефа кухиње који је морао бити Јевреј, а исхрана кошер. По статуту болнице, у првом реду су примани сиромашни болесници јеврејске вероисповести, који су лечени потпуно бесплатно и за које је увек морало бити слободног места, док су остали болесници плаћали болницу и лечење. Трошкови лечења за сиромашне болеснике падали су на терет постојећег фонда који се одржавао од уплата болесника прве и друге класе, као и од добровољних прилога. Лекари специјалисти радили су бесплатно, а примали су хонорар само за оне болеснике који су плаћали и болничко лечење. Болничарке су већином биле приучене, а понекад и примане без икаквог стручног знања.
За првог директора именован је др Торок Бела, који је уједно био и интерниста. Први у Суботици је увео фракционисане прегледе стомачног садржаја, као и дуоденалну сондажу. Био је и одличан стручњак у лечењу дијабетеса. На челу болнице остао је до своје смрти 1937. године.

## Престанак рада
Болница је у току рата била конфискована од стране окупатора, а касније је у њој био смештен KНОЈ. Решењем Градског Народног одбора града Суботице од 1. децембра 1949. године званично је била потврђена национализација ове зграде, са свом њеном покретном и непокретном имовином.